# Raoul Heinrich Francé
Raoul Heinrich Francé, född 20 maj 1874, död 3 oktober 1943, var en österrike-ungersk botaniker och populärvetenskaplig författare.
Francé har utgett ett flertal arbeten, där han utifrån en folkloristiskt och kulturhistoriskt perspektiv studerat förhållanden inom växtvärlden. I sin kåserande stil beskrev han biologiska, växtgeografiska, fysiologiska och paleontologiska frågor med studier av botanikens filosofi, estetik och historia. Francés viktigaste arbete är Das Leben der Pflanze (åtta band, 1905-1913), ett samarbete med ett flertal andra biologer.

## Böcker på svenska
- Växternas sinneslif (översättning Oscar Heinrich Dumrath, Wahlström & Widstrand, 1906)
- Växternas kärlekslif (översättning Oscar Heinrich Dumrath, Wahlström & Widstrand, 1907)
- Djurlivets under (Lebenswunder der Tierwelt) (översättning Gemma Funtek-Snellman, Lindqvist, 1951)